# Ligne U3 du métro de Nuremberg
La ligne U3 du métro de Nuremberg est une ligne de métro allemande en Bavière. Mise en service le 14 juin 2008, elle constitue la troisième et dernière ligne du métro de Nuremberg, centré autour de Nuremberg. Longue de 9,2 kilomètres, elle relie Nordwestring au nord-ouest à Großreuth bei Schweinau à l'ouest.